# Ketting (lengtemaat)
Een ketting , ook wel landmetersketting of meetketting is een oude Nederlandse én Surinaamse lengtemaat. 
De meetketting was oorspronkelijk een echte ketting met schakels voor het meten van lengten bij landmeten. De 'meet' was het gedeelte van een akker tussen greppel en sloot (een halve akker). De lengte van deze ketting werd vervolgens gestandaardiseerd (lengtemaat): 
- De Nederlandse ketting heeft een lengte van 20,12 meter.
- De Surinaamse ketting heeft een lengte van 20,72 meter, gelijk aan 66 Rijnlandse voet.

10 vierkante ketting maakt 1 akker (0,43 hectare). De ketting is geen SI-eenheid en is in onbruik geraakt.
N.B.: De ketting wijkt enigszins af van de chain, een oude Angelsaksische lengtemaat.